# دیر، پاکستان
دیر (به انگلیسی: Dir) یک شهر در پاکستان است که در خیبر پختونخوا واقع شده‌است. دیر ۱٬۴۲۰ متر بالاتر از سطح دریا واقع شده‌است.